# Günter Hoge
Günter Hoge (7. října 1940, Berlín – 6. listopadu 2017, Berlín) byl východoněmecký fotbalista, útočník.

## Fotbalová kariéra
Ve východoněmecké oberlize hrál za Vorwärts Berlin a 1. FC Union Berlin. V nižších soutěžích hrál i za Köpenicker SC a Motor Henningsdorf. S týmem Vorwärts Berlin vyhrál třikrát východoněmeckou oberligu a s 1. FC Union Berlin v roce 1968 východoněmecký fotbalový pohár. V Poháru mistrů evropských zemí nastoupil ve 3 utkáních. Za reprezentaci Východního Německa (NDR) nastoupil v letech 1961–1968 v 6 utkáních.

## Ligová bilance
| Ročník           | Zápasy | Góly | Klub               |
| ---------------- | ------ | ---- | ------------------ |
| I. liga 1958     | –      | –    | Vorwärts Berlin    |
| I. liga 1959     | –      | –    | Vorwärts Berlin    |
| I. liga 1960     | 6      | 1    | Vorwärts Berlin    |
| I. liga 1961/62  | 24     | 6    | Vorwärts Berlin    |
| II. liga 1964/65 | 10     | 2    | Berliner TSC       |
| II. liga 1965/66 | 15     | 0    | 1. FC Union Berlin |
| I. liga 1966/67  | 19     | 1    | 1. FC Union Berlin |
| I. liga 1967/68  | 26     | 1    | 1. FC Union Berlin |
| I. liga 1968/69  | 0      | 0    | 1. FC Union Berlin |
| II. liga 1969/70 | 17     | 3    | 1. FC Union Berlin |
| CELKEM I. liga   | –      | –    |                    |